# Spirobolus detornatus
Spirobolus detornatus är en mångfotingart som beskrevs av Karsch 1881. Spirobolus detornatus ingår i släktet Spirobolus och familjen Spirobolidae. Inga underarter finns listade i Catalogue of Life.